# Uncey-le-Franc
Cet article possède un paronyme, voir Ancy-le-Franc.
Uncey-le-Franc est une commune française située dans le département de la Côte-d'Or, en région Bourgogne-Franche-Comté.

## Géographie
Uncey-le-Franc est situé à 110 km d'Auxerre, à 40 km de Montbard et à 45 km de Dijon, 7 km de Vitteaux, 30 km de Semur-en-Auxois, 14 km de Sombernon.

### Géologie
Territoire en montagnes, de marnes supraliasiques et à l'étage inférieur du calcaire colitique. Peu de bois, l'ensemble est en terres labourables, pâturages, et un peu de vignes.

### Hydrographie
- La Brenne, rivière ;
- Corcelotte, ruisseau affluent de la Brenne qu'il rencontre au bourg. Il existe encore deux ou trois autres ruisseaux, ainsi que plusieurs sources et fontaines.

### Villages, hameaux, lieux-dits, écarts
- la Bergerie  -  la Maitairie-Carrée ou Maison-Carrée - Val d'Été  -

### Climat
Pour des articles plus généraux, voir Climat de la Bourgogne-Franche-Comté et Climat de la Côte-d'Or.
En 2010, le climat de la commune est de type climat des marges montargnardes, selon une étude du Centre national de la recherche scientifique s'appuyant sur une série de données couvrant la période 1971-2000. En 2020, Météo-France publie une typologie des climats de la France métropolitaine dans laquelle la commune est exposée à un climat océanique altéré et est dans la région climatique  Lorraine, plateau de Langres, Morvan, caractérisée par un hiver rude (1,5 °C), des vents modérés et des brouillards fréquents en automne et hiver. 
Pour la période 1971-2000, la température annuelle moyenne est de 10,5 °C, avec une amplitude thermique annuelle de 17,1 °C. Le cumul annuel moyen de précipitations est de 907 mm, avec 12,7 jours de précipitations en janvier et 8,2 jours en juillet. Pour la période 1991-2020, la température moyenne annuelle observée sur la station météorologique de Météo-France la plus proche, « Pouilly-en-Aux_sapc », sur la commune de Pouilly-en-Auxois à 9 km à vol d'oiseau, est de 10,7 °C et le cumul annuel moyen de précipitations est de 859,1 mm,. Pour l'avenir, les paramètres climatiques de la commune estimés pour 2050 selon différents scénarios d'émission de gaz à effet de serre sont consultables sur un site dédié publié par Météo-France en novembre 2022.

## Urbanisme

### Typologie
Au 1er janvier 2024, Uncey-le-Franc est catégorisée commune rurale à habitat très dispersé, selon la nouvelle grille communale de densité à 7 niveaux définie par l'Insee en 2022.
Elle est située hors unité urbaine et hors attraction des villes,.

### Occupation des sols
L'occupation des sols de la commune, telle qu'elle ressort de la base de données européenne d’occupation biophysique des sols Corine Land Cover (CLC), est marquée par l'importance des territoires agricoles (76,8 % en 2018), une proportion sensiblement équivalente à celle de 1990 (76,7 %). La répartition détaillée en 2018 est la suivante : 
prairies (40,7 %), terres arables (29,1 %), forêts (20,5 %), zones agricoles hétérogènes (7,1 %), zones urbanisées (2,7 %). L'évolution de l’occupation des sols de la commune et de ses infrastructures peut être observée sur les différentes représentations cartographiques du territoire : la carte de Cassini (XVIIIe siècle), la carte d'état-major (1820-1866) et les cartes ou photos aériennes de l'IGN pour la période actuelle (1950 à aujourd'hui).

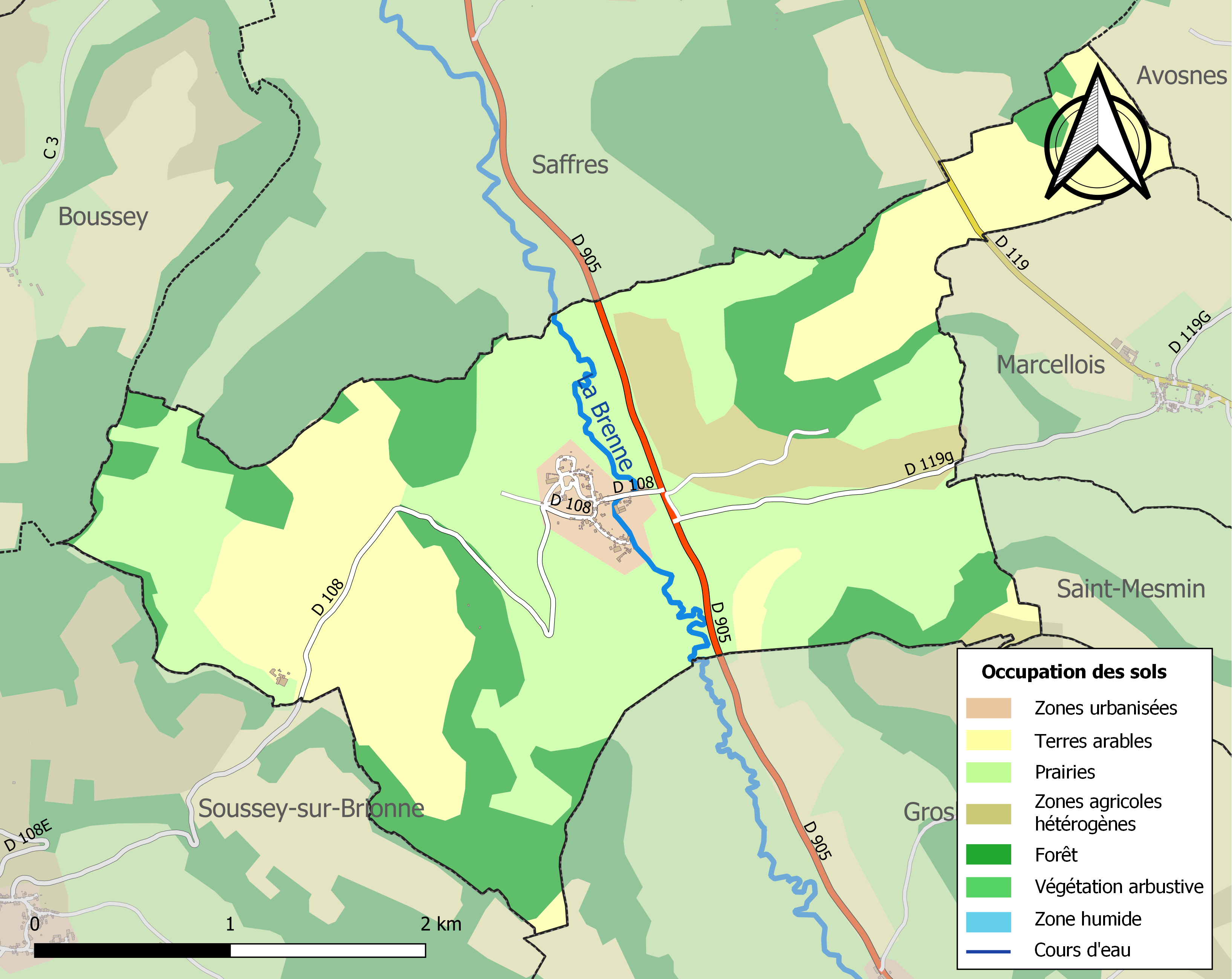
Carte des infrastructures et de l'occupation des sols de la commune en 2018 (CLC).

## Histoire

### Les Templiers et les Hospitaliers
En 1147, Guy de Sombernon fonde le siège d'une commanderie templière, qui passera à la dissolution de l'Ordre à celui des Hospitaliers de l'ordre de Saint-Jean de Jérusalem dépendant de la commanderie de Bure-les-Templiers. Thibault d'Uncey est témoin de cette fondation.Nivard de Sombernon-Fontaines, devient abbé de 1204 à 1206 de l'abbaye Saint-Bénigne de Dijon. Il confirme dans une charte de 1249 la possession de biens que son père avaient donnés aux Templiers à Uncey.
Les sires de Sombernon, puis les Hospitaliers finissent par acquérir toute la seigneurie. De 1311 à 1789, les Hospitaliers furent les propriétaires dont le prieur de Champagne en 1789.

## Politique et administration

### Civile, sous l'Ancien Régime
Dépendait du bailliage de Semur, subdélégation de Vitteaux
- 1147  -  Thibault d'Uncey
- 1147  -  Guy de Sombernon
- 1178  - Début des abbés de l'abbaye de Saint-Seine pour partie
- 1188  -  Humbert d'Uncey
- 1223  -  Jean d'Uncey , donne des rentes à l'abbaye Saint-Pierre de Flavigny-sur-Ozerain
- 1250  -  Garnier de Mâlain, chevalier. Il donne cette année-là en gage à Humbert d'Echannay tout ce qu'il possède à Uncey pour cent livres
- 1255  - Fin de la seigneurie sous la domination des abbés de Saint-Seine.

### Civile, depuis La Révolution
Aujourd'hui, fait partie de l'arrondissement de Semur, du Canton de Semur-en-Auxois.
| Période                                  | Période  | Identité         | Étiquette | Qualité |
| ---------------------------------------- | -------- | ---------------- | --------- | ------- |
| avant 1988                               | ?        | Maurice Chopard  |           |         |
| 2001                                     | 2014     | Paulette Chopard |           |         |
| 2014                                     | En cours | Pierre Rousseau  | SE        | Ouvrier |
| Les données manquantes sont à compléter. |          |                  |           |         |

### Religieuse
Avant 1789 dépendait du diocèse d'Autun, archidiaconé et archiprêtré de Flavigny. Aujourd'hui dépend du diocèse de Dijon
- 1178 - 1255 - Les abbés de l'abbaye de Saint-Seine

### Curés
- 1856-1886 - Jacques Denizot, curé

## Démographie
- 1397 la population était de 14 feux soit entre 63 personnes et 70 personnes suivant le coefficient employé, ici 4,5 dans le premier cas et 5 dans le second.
- 1666 la population est de 24 habitants pauvres et miséreux, la plupart fermiers
- 1775, elle s'élève à 44 feux soit entre 198 personnes et 220 personnes on recense 160 communiants.

L'évolution du nombre d'habitants est connue à travers les recensements de la population effectués dans la commune depuis 1793. Pour les communes de moins de 10 000 habitants, une enquête de recensement portant sur toute la population est réalisée tous les cinq ans, les populations de référence des années intermédiaires étant quant à elles estimées par interpolation ou extrapolation. Pour la commune, le premier recensement exhaustif entrant dans le cadre du nouveau dispositif a été réalisé en 2007.

En 2022, la commune comptait 49 habitants, en évolution de −2 % par rapport à 2016 (Côte-d'Or : +0,82 %, France hors Mayotte : +2,11 %).
| 1793 | 1800 | 1806 | 1821 | 1836 | 1841 | 1846 | 1851 | 1856 |
| ---- | ---- | ---- | ---- | ---- | ---- | ---- | ---- | ---- |
| 273  | 276  | 307  | 307  | 265  | 273  | 276  | 234  | 201  |

| 1861 | 1866 | 1872 | 1876 | 1881 | 1886 | 1891 | 1896 | 1901 |
| ---- | ---- | ---- | ---- | ---- | ---- | ---- | ---- | ---- |
| 192  | 186  | 182  | 193  | 191  | 206  | 181  | 168  | 152  |

| 1906 | 1911 | 1921 | 1926 | 1931 | 1936 | 1946 | 1954 | 1962 |
| ---- | ---- | ---- | ---- | ---- | ---- | ---- | ---- | ---- |
| 138  | 129  | 113  | 100  | 83   | 71   | 78   | 75   | 78   |

| 1968 | 1975 | 1982 | 1990 | 1999 | 2006 | 2007 | 2012 | 2017 |
| ---- | ---- | ---- | ---- | ---- | ---- | ---- | ---- | ---- |
| 74   | 61   | 59   | 68   | 54   | 49   | 48   | 43   | 54   |

| 2022 | - | - | - | - | - | - | - | - |
| ---- | - | - | - | - | - | - | - | - |
| 49   | - | - | - | - | - | - | - | - |

## Lieux et monuments

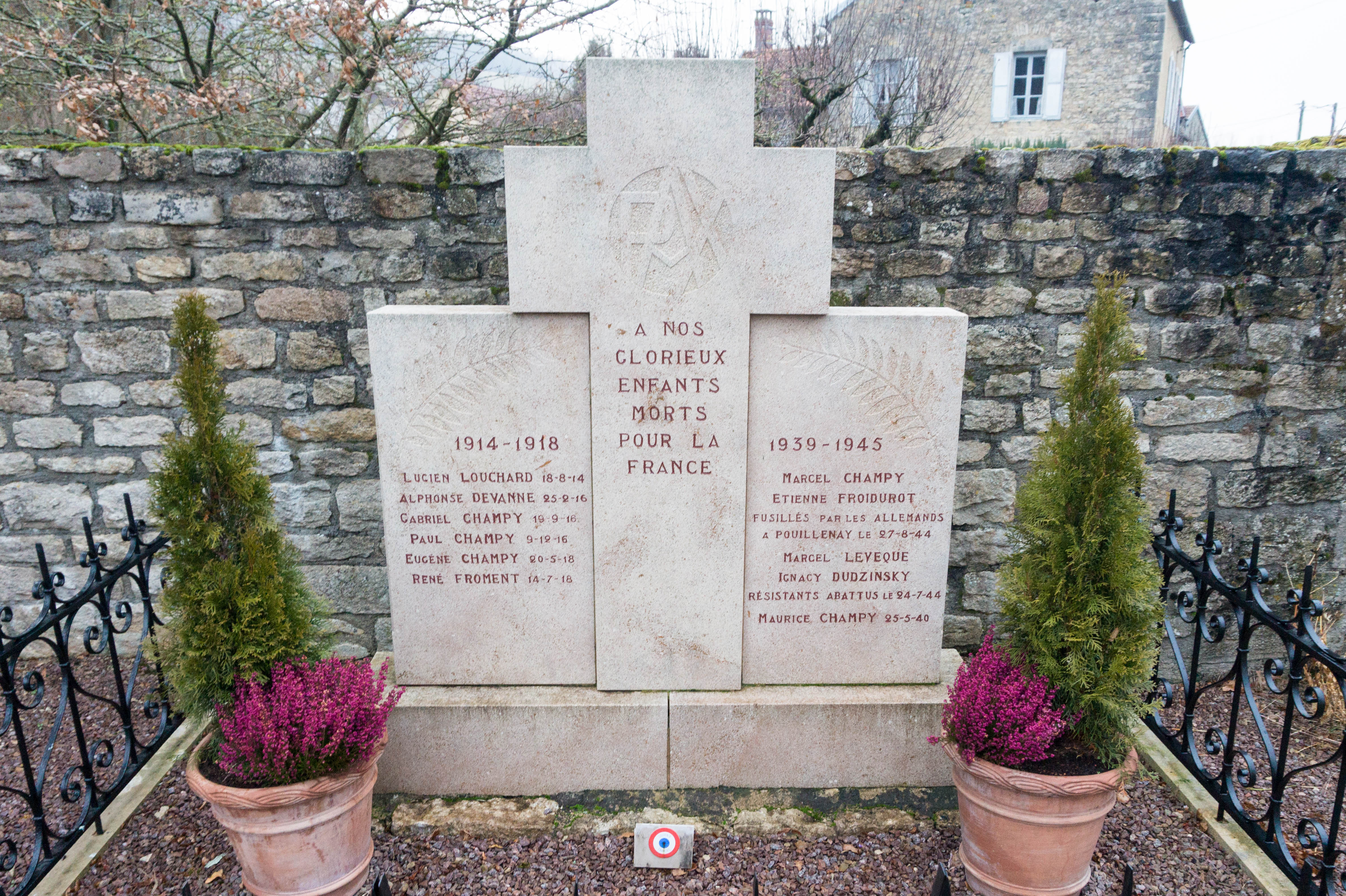
Le monument aux morts.

### Civils
- Un moulin disparu au XIXe siècle.

### Religieux
- Église Saint-Martin (paroissiale), autrefois sous le patronage de la cathédrale d'Autun
- Commanderie de l'ordre du Temple puis de l'ordre de Saint-Jean de Jérusalem